# Blocos lógicos

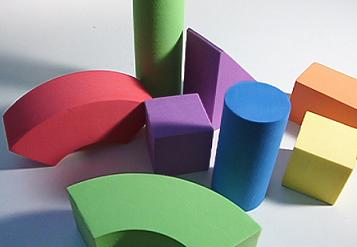
Blocos lógicos

Blocos Lógicos são conjunto de pequenas peças geométricas divididas em quadrados, retângulos,  triângulos e círculos e tem por finalidade auxiliar na aprendizagem de crianças na educação infantil e educação básica.
Podem ser confeccionados em madeira, plástico ou cartolina com diferentes tamanhos, espessura e cores. Podem ser adquiridas em estabelecimentos especializados em materiais pedagógicos.

## Idealizador
Associam ao matemático húngaro Zoltan Paul Dienes por ter elaborado um método para exercitar a lógica e desenvolver o raciocínio abstrato o surgimento dos Blocos Lógicos. Dienes na década de 1950, demonstrou que as crianças de 5 anos poderiam chegar a um pensamento lógico mais elevado através do uso de material concreto, bem adaptado à sua idade.
Constituem um material extraordinário para estimular na criança, a análise, o raciocínio e o julgamento, partindo da ação, para então desenvolver a linguagem.  Foram utilizados de modo sistemático com crianças pelo psicólogo russo Vygotsky (1890–1934), quando ele estudava a formação dos conceitos infantis.
Erro: se foram criados na década de 1950, não podem ter sido utlizados por Vygotsky que faleceu ante disso.Não sei qual informação está incorreta, se a data da criação ou a referência a seu uso por Vygotsky, por isso mantenho as duas informações aqui até que eu ou outra pessoa possa verificá-las.

## Constituição padrão
Os blocos lógicos constituem-se de caixas contendo 48 peças divididas em:
1. discos, quadrados, triângulos e retângulos;
2. três cores (amarelo, azul e vermelho);
3. dois tamanhos (grande e pequeno);
4. duas espessuras (fino e grosso).

## Aplicação nas séries iniciais
Esse material é um recurso de grande aplicabilidade nas séries iniciais, pois permite que a criança desenvolva as primeiras noções de operações lógicas e suas relações como correspondência e classificação, imprescindíveis na formação de conceitos de matemática. Como diz Piaget, "  a aprendizagem da matemática envolve o conhecimento físico e o lógico-matemático. No caso dos blocos, o conhecimento físico ocorre quando a criança pega, observa e identifica os atributos de cada peça. O lógico-matemático se dá quando ela usa esses atributos sem ter o material em mãos (raciocínio abstrato)", é de vital importância no desenvolvimento cognitivo da criança, pois se não for trabalhado nas séries iniciais, o aluno pode nunca aprender matemática.

## Uso do material
Os Blocos Lógicos apesar de extremamente utilizados nas classes de Educação Infantil, ainda não têm todas as suas formas de exploração conhecidas, visto que, bem articulada permite um desenvolvimento aprimorado do raciocínio lógico, edificando uma estrutura sólida para as demais aprendizagens.

## Na formação de conceitos na aprendizagem
1. sugerem várias atividades gráficas;
2. são úteis nas noções de lógica e nas teorias dos conjuntos;
3. facilitam a vida dos alunos nos primeiros encontros com números, operações, equações e outros conceitos da disciplina;
4. servem para a compreensão do sistema decimal de numeração e tem relação com os blocos dourados de Maria Montessori.
5. desenvolvem:
  1. independência, confiança em si mesma, a concentração, a coordenação e a ordem;
  2. a noção de volume;
  3. os sentidos da criança;
  4. a imaginação e a criatividade;
  5. experiências concretas levando a abstrações cada vez maiores;
6. fazem a criança, perceber erros ao realizar tarefas com o material;
7. possibilitam a montagem de diferentes estruturas e desenvolvimento do pensamento lógico como noções de forma, cor, espessura, tamanho, diferenças e semelhanças;
8. estimulam a ordenação disciplinada da matemática com manifestações de espanto e admiração.

## Sugestões de atividades
1. O professor distribui a caixa com os os blocos lógicos. Orienta a criança para que explore o material, olhe, manuseie e brinque.
2. Em conversa informal, o professor distribui a caixa com os blocos introduz a terminologia classificativa de cada peça de acordo com cores, formas, tamanho e espessura.O professor sugere questões para que cada peça fique no seu lugar. Cada aluno terá de pensar lá consigo: Qual a coluna que pode conter a peça que tenho na mão? E qual a fila que pode conter a mesma peça? E depois de descobrir ambas, e achar o seu cruzamento, o aluno fez a intersecção de conjuntos.
3. Empilhando peças:
  1. Blocos lógicos espalhados pelo chão e os alunos em círculo, um aluno pega a primeira peça e coloca no meio e depois os outros vão empilhando as peças umas por cima das outras de forma a não derrubar a torre. A moral é que os alunos vão ter que ir escolhendo as melhores peças para não deixar cair a torre.
  2. Blocos lógicos espalhados pelo chão, formar o conjunto das peças que não são triângulos. Esse jogo familiariza a criança com a negação, com o conjunto complementar.